# Jurij Hladnik (klarinetist)
Za ostale zadetke glej: Jurij Hladnik (razločitev)
Jurij Hladnik, slovenski klarinetist, * 26. april 1974, Celje. 

## Življenjepis
Leta 1996 je diplomiral na Akademiji za glasbo v Ljubljani, pri prof. Alojzu Zupanu. Pri njem je leta 1999 končal podiplomski študij. V času šolanja je prejel številne prve nagrade na tekmovanjih mladih glasbenikov. Leta 1996 je sodeloval v mednarodnem orkestru iz Švice. Leta 1998 je bil zaposlen kot basklarinetist v orkestru SNG Opera in balet Ljubljana in od leta 1999 pa je zaposlen kot solo klarinetist v Simfoničnem orkestru RTV Slovenija. Snemal je za RTV Slovenija in RTV Maribor. 
Je mož pianistke Mateje Hladnik (Urbanč).

## Nastopi

### Z orkestri:
- Simfoniki RTV Slovenija,
- orkestrom Akademije za glasbo iz Ljubljane,
- Mladinskim simfoničnim in godalnim orkestrom iz Celja,
- orkestrom Akord

### Festivali:
- Lent,
- Glasbeni september v Mariboru,
- Dubrovniške poletne igre,
- Kogojevi dnevi,
- Slovenski glasbeni dnevi,
- Noč slovenskih skladateljev,
- Ipavčevi kulturni dnevi

Je član več komornih zasedb Trio Opus3, Pihalni kvintet PanArs in Maister trio. Občasno sodeluje tudi z drugimi komornimi skupinami in orkestri kot so Kvartet Akord, godalni kvartet Epidaurus. Je dirigent Pihalnega orkestra Šentjur. 